# Casuarina (arbre)
Casuarina (Casuarina equisetifolia) és una espècie d'arbre de fullatge persistent del gènere Casuarina
Originari d'Australàsia, sud-est d'Àsia, i les illes de l'oest de l'oceà Pacífic, també es troba l'Àfrica occidental.
Arriba a fer de 6 a 35 m d'alt. El fullatge sembla aparentment el d'un pi, les seves fulles són fines paredades en septes (trossets com l'equiset)
Les flors són unisexuals, menudes l'espècie és monoica (en canvi altres plantes del gènere Casuarina són dioiques). Té flors masculines i femenines en el mateix arbre.
Els aparents fruits són una falsa pinya globosa formada per inflorescències femenines lignificades que conté el fruit que és una petita sàmara de 5 a 8 mm de diàmetre.

## Subespècies

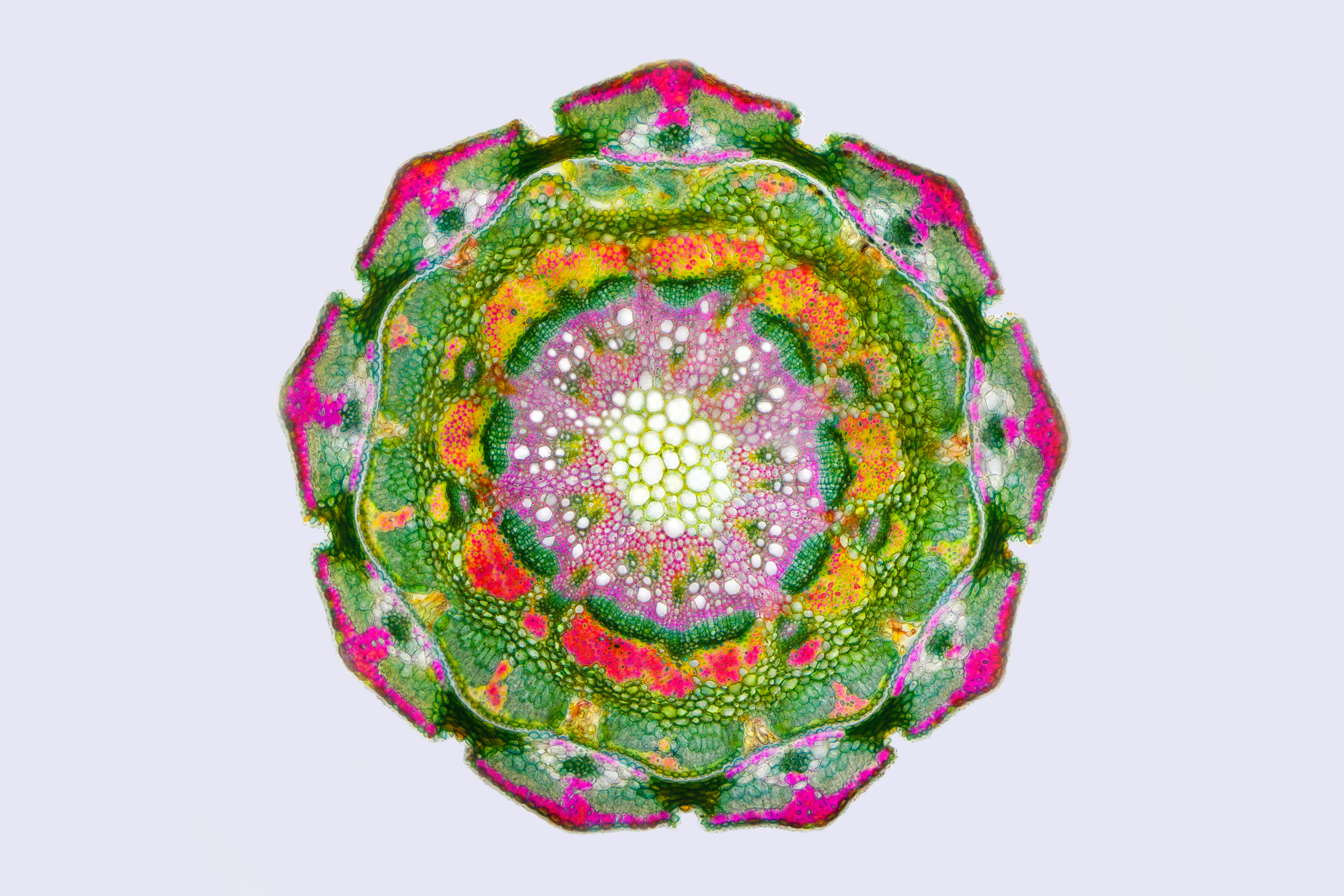
Vista microscòpica del perfil transversal d'un brot de Casuarina equisetifolia.

- Casuarina equisetifolia subsp. equisetifolia. Gran arbre de 35 m d'alt
- Casuarina equisetifolia subsp. incana (Benth.) L.A.S.Johnson. Petit arbre de 12 m d'alt.

## Usos
Planta ornamental resistent a la contaminació.
La fusta és dura, bon combustible i per a construccions rurals.